# الملحه
الملحه (به عربی: الملحة) یک منطقهٔ مسکونی در عربستان سعودی است که در استان مدینه واقع شده‌است.